# Ольшаки (Ярославская область)
Ольшаки — деревня в Глебовском сельском округе Глебовского сельского поселения Рыбинского района Ярославской области.
Самая восточная деревня Глебовского сельского поселения расположена на юг от автомобильной дороги с автобусным сообщением Рыбинск—Глебово. Деревня стоит на небольшом поле, в окружении лесов. Примерно в 700 м к северо-западу от Ольшаков на этой дороге стоит деревня Малая Белева, самый восточный населённый пункт поселения вдоль дороги. От Малого Белева через Ольшаки идёт лесная дорога  вюжном направлении, выходящая к посёлку посёлку Тихменево. Примерно в 1 км к западу, за небольшим лесом стоит деревня Ефремцево .
Село Ольшаки указана на плане Генерального межевания Рыбинского уезда 1792 года.
На 1 января 2007 года в деревне числилось 4 постоянных жителя. Почтовое отделение, расположенное в селе Глебово, обслуживает в деревне Ольшаки 8 домов .